# Alexandre Hesse

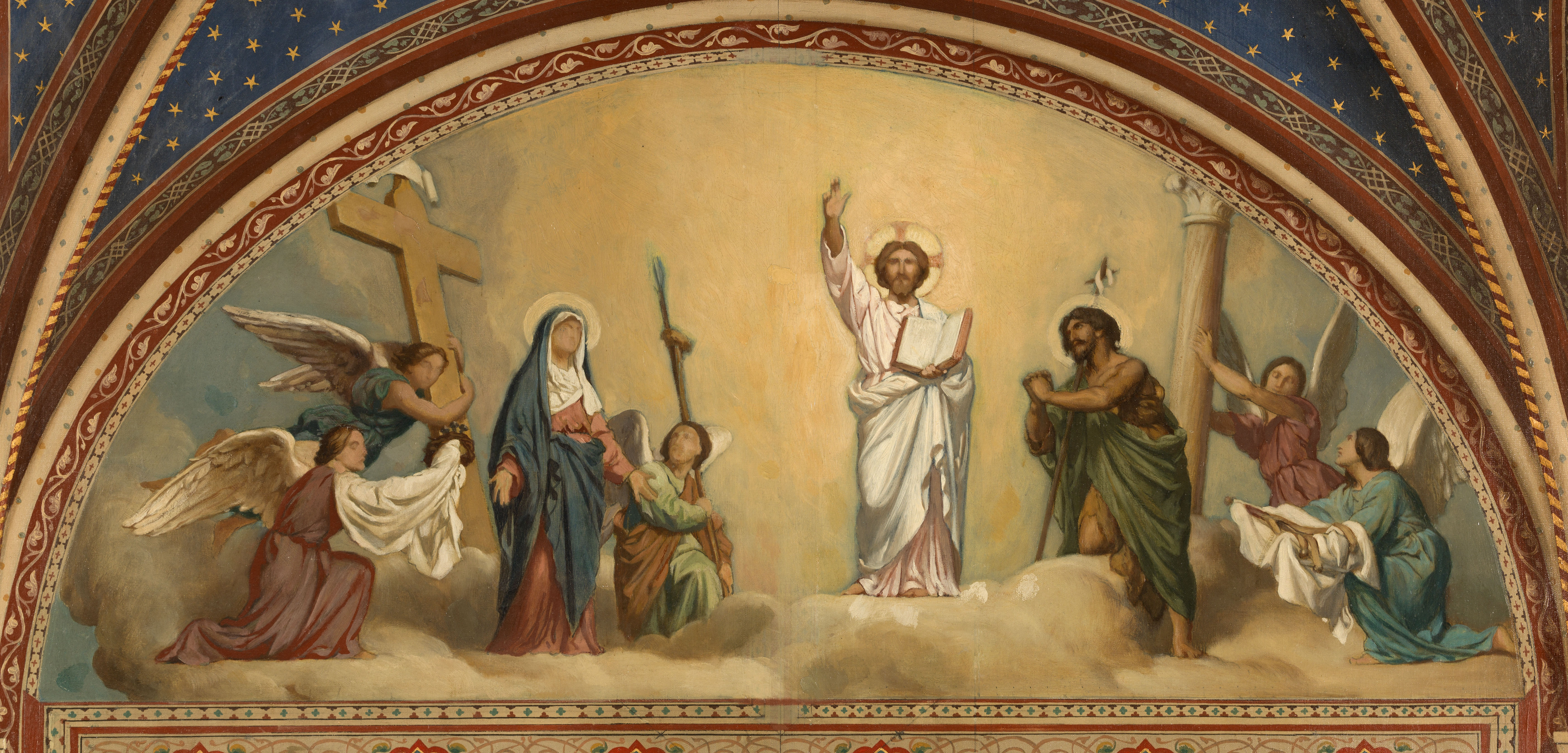
Das Jüngste Gericht, obere Szene; Entwurf für das Südquerhaus von Saint-Germain-des-Prés; Hesse starb vor der Realisierung, die Fläche blieb undekoriert

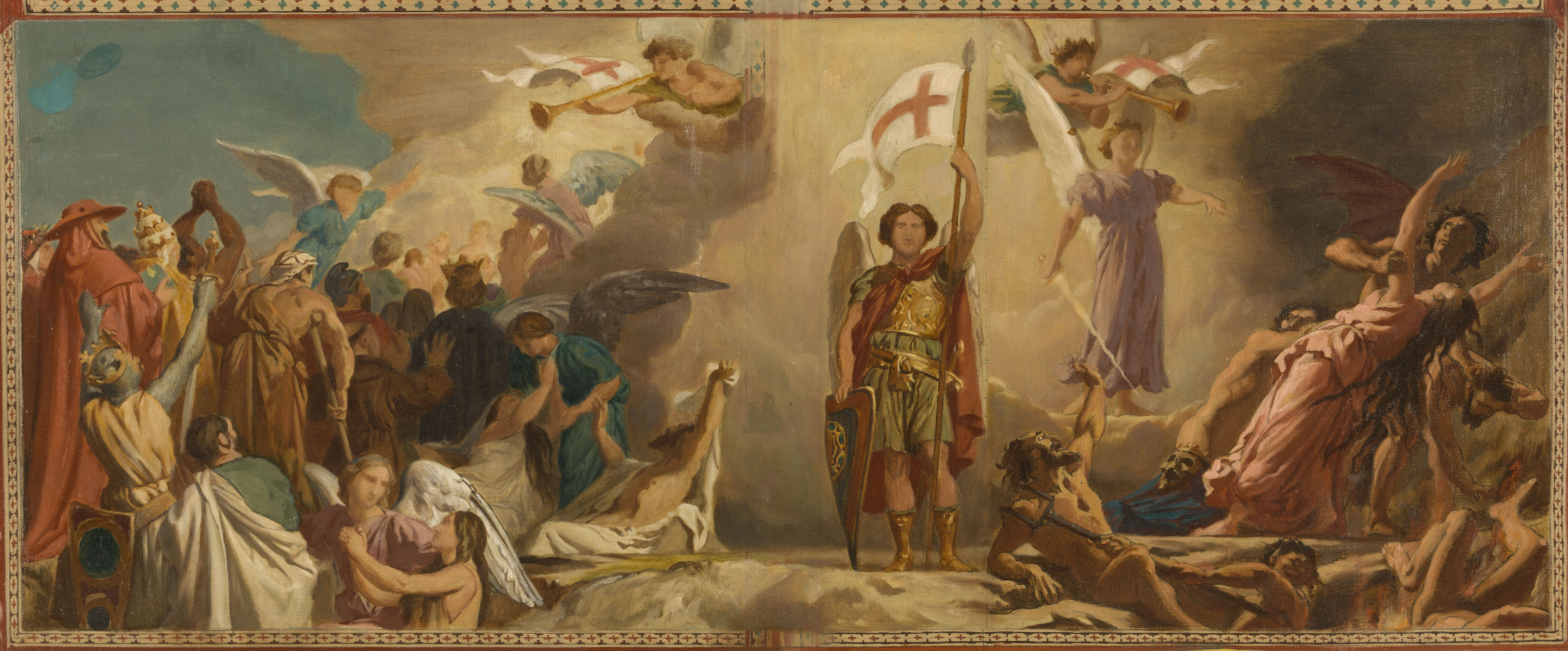
Das Jüngste Gericht, untere Szene

Alexandre Jean-Baptiste Hesse (* 30. Dezember 1806 in Paris; † 7. August 1879 ebenda) war ein französischer Genre-, Porträt-, Historien- und Kirchenmaler.
Er war der Sohn des Malers Henri-Joseph Hesse (1781–1849) und der Neffe von Nicolas-Auguste Hesse (1795–1869), des Gewinners des Prix de Rome im Jahr 1818.
Hesse begann seine Malerlehre 1820 im Atelier des Landschaftsmalers Jean-Victor Bertin. Ab 1821 studierte er an der École des beaux-arts de Paris und ab 1823 bei Antoine-Jean Gros.
Alexandre Hesse debütierte auf dem Salon von 1833 mit dem Historiengemälde „Trauerfeier von Tizian“, der in Venedig während der Pest von 1576 starb. Das Gemälde brachte ihm eine Goldmedaille erster Klasse. 
Es folgten weitere großformatige Historiengemälde: „Die Eroberung von Beirut“ (1842) und „Gottfried von Bouillon verspricht dem byzantinischen Kaiser Alexios I. Komnenos die Treue“ und „Der Leichnam Heinrichs IV. im Louvre aufgebahrt“.
Er wurde als eine der großen Hoffnungen der französischen Malerei neben Paul Delaroche, Eugène Devéria oder Joseph Nicolas Robert-Fleury betrachtet. 
Er unternahm in den Jahren 1833–1834 und von 1842 bis 1847 mehrere Reisen nach Italien. Er freundete sich mit dem Schweizer Maler Louis Léopold Robert an, der seine Malerei beeinflusste.
Dank dem Erfolg seines ersten Gemäldes erhielt er mehrere öffentliche Aufträge, insbesondere für das von Louis-Philippe I. geschaffene Museum für französische Geschichte im Schloss von Versailles, den Senat, die Banque de France und die Apollo-Galerie des Palais du Louvre. 
Er beteiligte sich an der Dekoration von Pariser Kirchen wie der Sainte-Geneviève-Kapelle in Saint-Séverin (1850–1852), der Saint-François-de-Sales-Kapelle in Saint-Sulpice (1854–1860) und in Saint-Gervais-Saint-Protais (1863–1867). Er schmückte auch 1863 den Chor und eine Kapelle der Kirche von Chevry-en-Sereine (Seine-et-Marne).
Er wurde 1867 in die Académie des Beaux-Arts gewählt.